# James Spader
James Todd Spader (Boston, 7. veljače 1960.), američki glumac .
Poznat po svojim otkačenim ulogama u filmovima Seks, laži i videovrpca (za koji je dobio nagradu za najboljeg glumca na filmskom festivalu u Cannesu), Zvjezdana vrata i Sekretarica.  

## Filmografija
- Shadow of Fear (2004)
- I Witness (2003)
- Alien Hunter (2003)
- "Tajnica" (Secretary - 2002.)
- Speaking of Sex (2001)
- Supernova (2000)
- Slow Burn (2000)
- Lovac (2000)
- Curtain Call (1999)
- Keys to Tulsa (1997)
- Driftwood (1997)
- Curtain Call (1997)
- Critical Care (1997)
- 2 Days in the Valley (1996)
- "Sudar" (Crash - 1996.)
- Dream Lover (1994)
- Wolf (1994)
- "Zvjezdana vrata" (Stargate - 1994.)
- The Music of Chance (1993)
- Storyville (1992)
- Bob Roberts (1992)
- True Colors (1991)
- Bad Influence (1990)
- "Bijela palača" (White Palace - 1990.)
- The Rachel Papers (1989)
- "Seks, laži i videovrpce" (Sex, Lies, and Videotape - 1989.)
- Jack's Back (1988)
- Baby Boom (1987)
- Less Than Zero (1987)
- Mannequin (1987)
- Wall Street (1987)
- Pretty in Pink (1986)
- The New Kids (1985)
- Tuff Turf (1985)
- Endless Love (1981)

## Vanjske poveznice
- James Spader u internetskoj bazi filmova IMDb-u (engl.)